# Hessemydas daugeroni
Hessemydas daugeroni är en tvåvingeart som beskrevs av Boris C. Kondratieff 2009. Hessemydas daugeroni ingår i släktet Hessemydas och familjen Mydidae.
Artens utbredningsområde är Madagaskar. Inga underarter finns listade i Catalogue of Life.